# Lukáš Rohan
Lukáš Rohan (n. 30 mai 1995, Mělník, Boemia Centrală⁠(d), Cehia) este un canoist ce a reprezentat Cehia, medaliat olimpic. A participat la 2 ediții ale Jocurilor Olimpice (2020, 2024) în care a câștigat o medalie de argint.